# Preisrisiko
Als Preisrisiko (oder Preisänderungsrisiko, Preisschwankungsrisiko; englisch price risk) wird in der Wirtschaft die Ungewissheit über die zukünftige Marktentwicklung von Preisen jeder Art verstanden. Als Preise kommen insbesondere Börsenkurse (hier: Kursrisiko auf dem Finanzmarkt), Marktpreise (Marktpreisrisiko auf dem Gütermarkt bei Güterpreisen), Wechselkurse (Wechselkursrisiko auf dem Devisenmarkt) oder Marktzinsen (Zinsrisiko auf dem Geld-, Kapital- oder Kreditmarkt) in Frage. Das Preisrisiko ist der Oberbegriff für diese spezifischen, aus Finanzprodukten oder Gütern resultierenden Risiken. Sämtliche Preise unterliegen einer mehr oder weniger starken Volatilität, die der Hauptgrund für das Preisrisiko ist. Als Preisrisiko wird das Risiko bezeichnet, dass sich der Preis eines Vermögenswerts ändert. Bei Vermögenswerten muss der Preis eine unabhängige stochastische Variable sein, die nicht durch andere stochastische Variablen erklärt werden kann.
Das Preisrisiko wird dem Marktrisiko zugeordnet, weil sich auf einem Markt die Preise durch veränderte Angebot und Nachfragerelationen verschieben können. Preise unterliegen dem Gesetz des Angebots und dem Gesetz der Nachfrage.  

## Überblick
Die Preisrisiken verteilen sich auf die Teilmärkte wie folgt:
| Art                                | Wirtschaftsobjekt           | Markt Teilmarkt                      |
| ---------------------------------- | --------------------------- | ------------------------------------ |
| Börsenkurse, darunter: Aktienkurse | Effekten Aktien             | Wertpapierbörse Aktienmarkt          |
| Goldpreis                          | Gold                        | Goldmarkt                            |
| Güterpreise                        | Güter und Dienstleistungen  | Gütermarkt                           |
| Rohstoffpreise                     | Rohstoffe                   | Rohstoffmarkt, Warenbörse            |
| Wechselkurse                       | Devisen                     | Devisenmarkt                         |
| Zinsen                             | zinstragende Finanzprodukte | Bankenmarkt, Geldmarkt, Kapitalmarkt |

Preisrisiken können kombiniert auftreten, wenn beispielsweise ein Importeur Waren in Fremdwährung einführt, die neben dem Güterpreisrisiko zusätzlich mit einem Wechselkursrisiko verbunden sind. Wird ein Festzins-Kredit in Fremdwährung aufgenommen, ist zwar das Zinsänderungsrisiko ausgeschlossen, nicht aber das Wechselkursrisiko.

## Arten
Das Preisrisiko kann unterteilt werden in:
- Spreadrisiko ist das Risiko von Preisunterschieden für dasselbe Produkt auf räumlich oder zeitlich getrennten Märkten (etwa Preisdifferenzierung)[4];
- Volatilitätsrisiko: Das Risiko stärkerer Preisschwankungen eines Produkts auf allen Märkten.

Der Begriff „Spreadrisiko“ bezeichnet auch die Gefahr, dass sich marktspezifische Zinssätze wie etwa Anleihezins und Zinsswaps unterschiedlich entwickeln können, so dass Wertminderungen aus Zinsswaps nicht oder nicht vollständig durch Wertsteigerungen aus Hedge-Positionen in Anleihen ausgeglichen werden können.

## Preispolitik
Die Preispolitik bei Nichtbanken unterliegt bei der Preisgestaltung neuer Produkte oder von Produktvariationen dem Preisrisiko insofern, als sie die Zahlungsbereitschaft der Nachfrager über- oder unterschätzen und damit nicht die maximale Konsumentenrente abschöpfen können. Hier ist das Preisrisiko die Gefahr, dass ein Marktteilnehmer den von ihm bei einem Geschäft erwarteten (subjektives Preisrisiko) oder einen objektiv realistischen Marktpreis (objektives Preisrisiko) nicht realisiert. Beim Direktvertrieb trägt der Unternehmer das Risiko, dass er seine Produkte nicht wie in der Absatzplanung vorgesehen verkaufen kann (Absatzrisiko) und/oder bei seinen Kunden nur einen niedrigeren als den geplanten Verkaufspreis erzielen kann (Preisrisiko).

## Kreditinstitute
Bei Kreditinstituten stellen Zinsänderungsrisiken und Währungsrisiken die wesentlichsten Marktrisiken bei bilanzwirksamen Bankgeschäften dar. Ein dem Währungsrisiko vergleichbares Risiko ist das Edelmetallpreisrisiko beim Goldpreis, Silberpreis und Platinpreis. Preisrisiken aus bilanzunwirksamen Geschäften treten bei Optionsgeschäften, sonstigen Termingeschäften oder Zinsswaps auf, wenn risikoerhöhende offene Positionen vorhanden sind. Hier besteht das Preisrisiko darin, dass aus zu erfüllenden Lieferungs- und Zahlungsverpflichtungen einerseits und erworbenen Lieferungs- und Zahlungsansprüchen andererseits nicht der erwartete Erfolg eintritt.
Zuweilen wird in der Fachliteratur das Marktrisiko als synonym zum Preisrisiko angesehen: „Das Marktrisiko ist definiert als das Risiko von  Verlusten aus bilanzwirksamen und außerbilanziellen Positionen aufgrund von Veränderungen der Marktpreise“. Diese auf das Kreditwesen fokussierte enge Auslegung kann nicht verallgemeinert werden. 
Risikomaß für das Preisrisiko in Kreditinstituten ist der Value at Risk.

## Außenhandel
Im Außenhandel liegt das Preisrisiko in der Gefahr von Preisveränderungen bei Güterpreisen. Der Importeur trägt einerseits das Preissteigerungsrisiko hinsichtlich der im Ausland erworbenen Produkte und andererseits das Preissenkungsrisiko hinsichtlich der auf dem Inlandsmarkt angebotenen preisgünstigeren Substitutionsgüter. Umgekehrt verhält es sich beim Exporteur. Das Preisrisiko der Güterpreise wird durch ein Wechselkursrisiko beim Import oder Export in Fremdwährung erhöht oder ausgeglichen. Wichtigste Ursache für entstehende Preisrisiken sind Auf- und Abwertung von Währungen.

## Entscheidungstheorie
Das Risiko wird beim Preisrisiko definiert als Gewinnchance oder Verlustgefahr, die aus der mangelhaften Vorhersagbarkeit künftiger, auf den Preis einwirkender Ereignisse resultiert. Damit werden sowohl positive als auch negative Abweichungen vom Erwartungswert oder Bezugswert erfasst.
Das Preisrisiko gehört in der Entscheidungstheorie zu der Entscheidung unter Unsicherheit, bei der Wahrscheinlichkeiten der für möglich gehaltenen Umweltzustände als objektives Risiko bekannt sind. Eine Zeitreihenanalyse aus vergangenen Marktdaten kann mittels Trendextrapolation (eventuell verfeinert mit exponentieller Glättung) für eine Prognose der künftigen Marktentwicklung herangezogen werden. Kauft beispielsweise jemand bei hoher Markttransparenz ein Gut zum Güterpreis von {\displaystyle 100} Geldeinheiten und zehn Tage später führt die Marktentwicklung zum Preis {\displaystyle 80}, so hat er ex post einen Verlust – und damit ein Preisrisiko – von {\displaystyle 20} Geldeinheiten realisiert, sofern er mit dem Kauf noch zehn Tage hätte warten können. Dass Preise sinken werden, wird beispielsweise bei der Abschöpfungsstrategie geplant. Dies kann bei einer Trendextrapolation berücksichtigt werden.

## Absicherung
Preisrisiken können im Rahmen der Risikopolitik und des Risikomanagements durch Sicherungsgeschäfte (englisch hedging instruments) abgesichert und damit ganz oder teilweise eliminiert werden. Auf dem Gütermarkt stehen insbesondere Warentermingeschäfte zur Verfügung, auf den Finanzmärkten können Glattstellungen offener Positionen, Optionen, Swaps oder Terminkontrakte gegen Preisrisiken eingesetzt werden. 
Im Rechnungswesen stehen verschiedene Verbrauchsfolgeverfahren im Rahmen der bilanziellen Risikovorsorge zur Verfügung.

## Wirtschaftliche Aspekte
Eine spezifische Anlage- und Handelsstrategie wird gerade wegen eines vorhandenen Preisrisikos verfolgt, nämlich die Spekulation. Dabei werden Wirtschaftsobjekte erworben und im Bestand gehalten (englisch buy and hold), bis eine Preissteigerung eingetreten ist oder als Leerverkauf veräußert und später glattgestellt, bis eine Preissenkung erfolgt ist.
Inflationen oder Deflationen erhöhen für die Marktteilnehmer die Preisrisiken. Besonderen Preisrisiken sind die Marktteilnehmer bei einer Hyperinflation ausgesetzt. Erhöhte Preisrisiken gibt es bei geringer Markttransparenz (etwa wegen Preisdifferenzierung durch das Güterangebot) oder wenn Anbieter unter Preisdruck geraten. 